# Гаіцький Олександр Володимирович
Олекса́ндр Володи́мирович Гаіцький (25 лютого 1993 — 26 січня 2015) — старший солдат Збройних Сил України, учасник російсько-української війни.

## З життєпису
Народився в селі Сургани Олександрівського району Кіровоградської області. Згодом родина переїхала до с. Велика Олександрівка Херсонської області.
Мобілізований 20 жовтня 2014 року рядовим 28-ї окремої механізованої бригади.
26 січня 2015 року при виконанні бойового завдання був смертельно поранений кулею снайпера. Разом з Олександром загинув солдат Леонід Криничко.
Похований у Великій Олександрівці 1 лютого 2015-го, на всіх адміністративних будівлях приспущено державні прапори.
Без Олександра лишились мама, сестра, двоє братів.

## Нагороди та вшанування
- Указом Президента України № 311/2015 від 4 червня 2015 року, «за особисту мужність і високий професіоналізм, виявлені у захисті державного суверенітету та територіальної цілісності України, вірність військовій присязі», нагороджений орденом «За мужність» III ступеня (посмертно)[2].
- На фасаді Великоолександрівської ЗОШ № 1, де навчався Олександр, йому встановлено меморіальну дошку[3].
- 27 травня 2016 року у Херсонському професійному суднобудівному ліцеї, в якому навчався Олександр, йому встановлено меморіальну дошку[3].
- Вшановується в меморіальному комплексі «Зала пам'яті», в щоденному ранковому церемоніалі 26 січня[4][5].